# Das Leben Jesu (Renan)

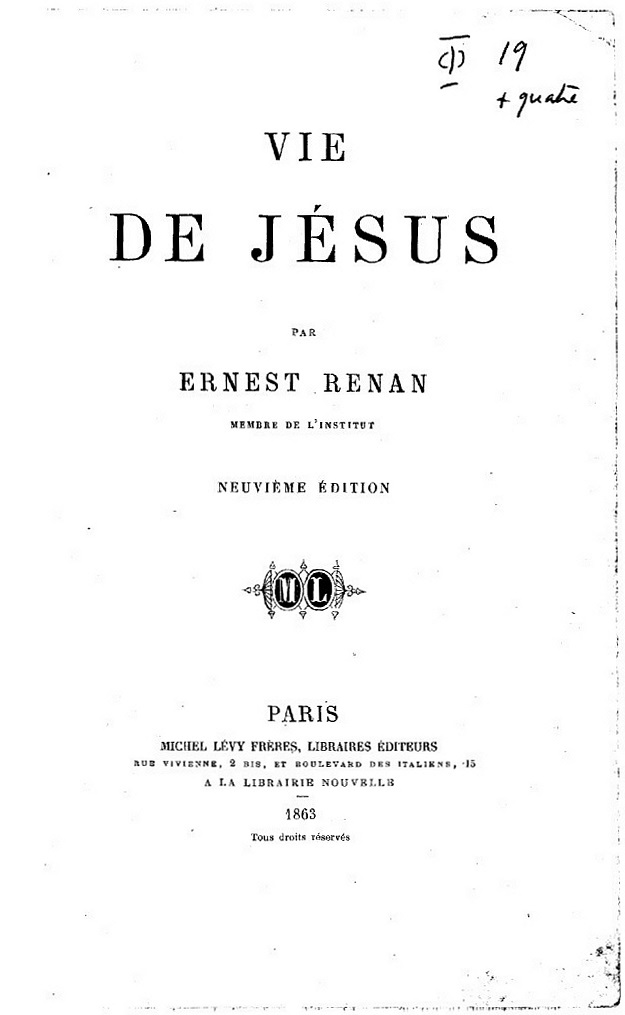
Neunte Ausgabe, 1863

Das Leben Jesu (französisch Vie de Jésus) ist ein 1863 erschienener Essay des französischen Schriftstellers und Orientalisten Ernest Renan. Es handelt sich um den ersten Band einer achtbändigen Publikationsreihe unter dem Titel Histoire des origines du christianisme („Geschichte der Ursprünge des Christentums“), die zwischen 1863 und 1883 publiziert wurde. Das Buch beschreibt Jesus von Nazaret als moralisch hochstehende Persönlichkeit, bestreitet jedoch seine Gottessohnschaft und vermeidet jeden Hinweis auf Supranaturalismus. Es wurde als Bestseller zum berühmtesten Buch im Frankreich des 19. Jahrhunderts, wurde von der katholischen Kirche indiziert und spielte gegen Ende des 19. Jahrhunderts eine bedeutende Rolle in der Leben-Jesu-Forschung.

## Hintergrund
Der Essay beruht auf Notizen zu Buchlektüre und auf Tagebucheintragungen des Autors, der mit seiner Frau und seiner Schwester 1860–1861 an einer französischen Expedition nach Syrien und in den Libanon, die damals zum Osmanischen Reich gehörten, teilgenommen hatte. Während seiner Reise durch Judäa und Galiläa entschloss er sich, den Text der vier Evangelien der historischen Realität gegenüberzustellen. Nach seiner Heimkehr im Oktober 1861 hatte er einen Entwurf fertiggestellt, den er jedoch nicht veröffentlichen wollte, um sich nach dem Ratschlag von Freunden, darunter dem Theologen Réville, den Zugang zum Collège de France nicht zu verbauen. 1862 wurde Renan als Nachfolger von Quatremère Professor für Hebräisch am Collège de France. Vier Tage nach seiner Antrittsvorlesung wurde er jedoch wegen Beleidigung des christlichen Glaubens seines Amtes enthoben und durch Salomon Munk ersetzt. Fortan widmete er sich hauptsächlich der Veröffentlichung dieser Biografie.

## Inhalt

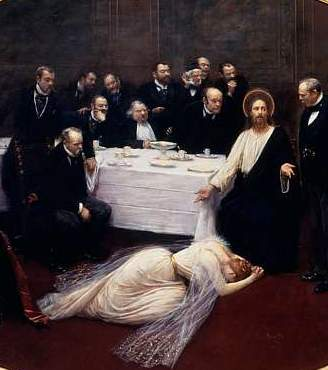
Jean Béraud: Maria Magdalena beim Pharisäer: Jesus, Maria Magdalena und Ernest Renan (in der Mitte), 1891. Musée d’Orsay.

Das Leben Jesu ist Henriette Renan, der Schwester des Autors, gewidmet, die 1861 im Libanon an Malaria verstorben war. In 28 ziemlich kurzen Kapiteln werden die Ereignisse im Leben Jesu in chronologischer Reihenfolge sowie die Personen und Landschaften in seinem Umkreis beschrieben. Er erscheint als beliebter religiöser Führer und selbst ernannter Messias, der sich in zunehmendem Maße für die Beseitigung der römischen Herrschaft und die Errichtung einer Theokratie ausspricht. Im Kapitel 16, mit Wunder überschrieben, vertritt Renan einen positivistischen Standpunkt, beschreibt Jesus als einfachen Wundertäter und betont die naive Gutgläubigkeit derjenigen, die an seine heilenden Kräfte glauben. Kurz nach Jesu Tod hätten seine Anhänger, überwältigt von seiner Ausstrahlung, seine Auferstehung verkündet. Die geschichtliche Realität des Lebens Jesu wird dabei nie in Zweifel gezogen.

## Rezeption und Reaktionen

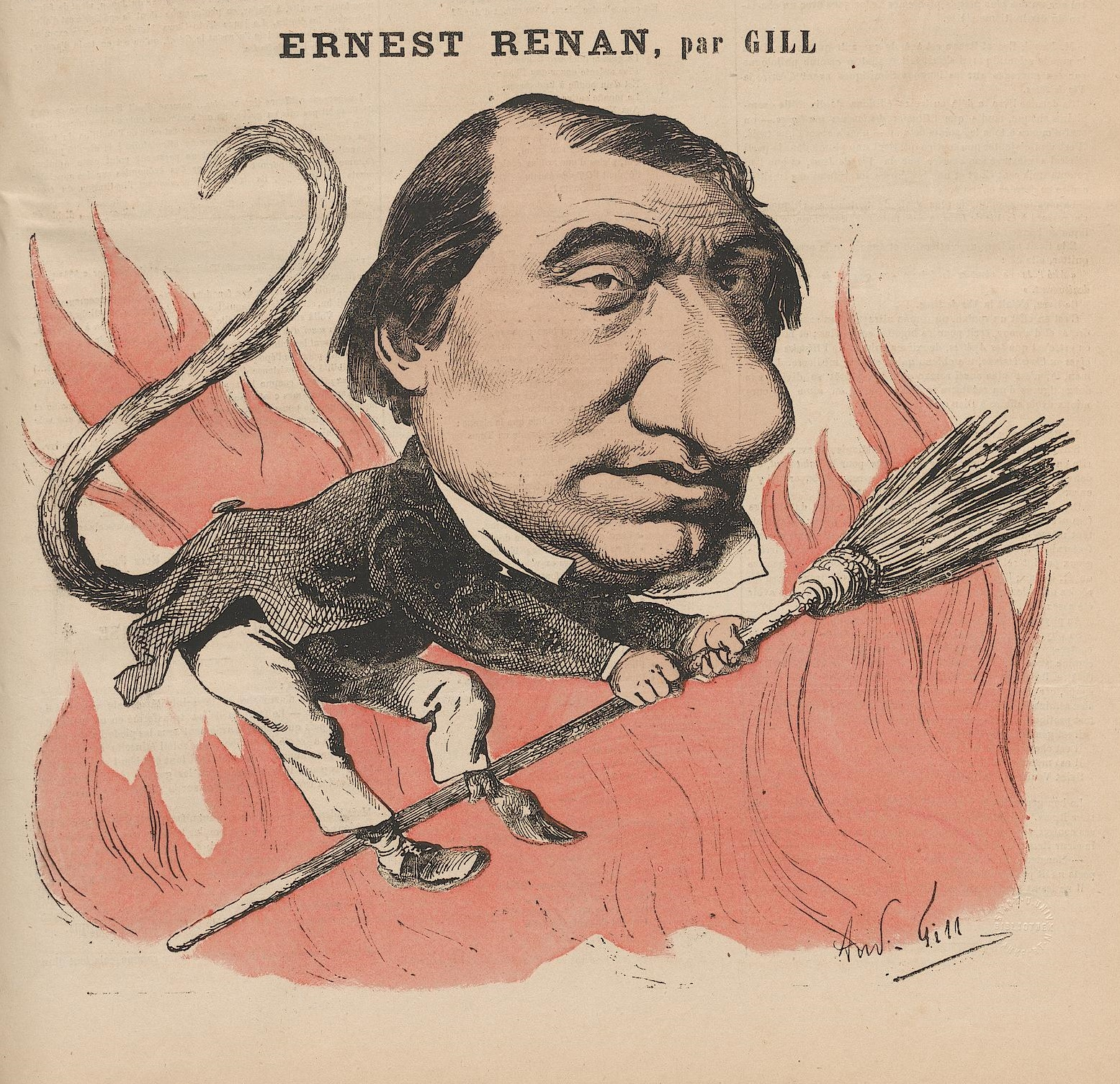
André Gill: Karikatur von Ernest Renan, 1867.

In seiner „Geschichte der Leben-Jesu-Forschung“ bezeichnete Albert Schweitzer 1896 das Buch als „ein Ereignis in der Weltliteratur“. „Vie de Jésus“ war in der Tat eine Sensation. Die erste Auflage von 1863 war sofort nach Erscheinen ausverkauft, innerhalb von fünf Monaten gingen 60.000 Exemplare über den Ladentisch, und innerhalb von drei Monaten wurden insgesamt acht Auflagen gedruckt. 1947 gab es zwölf Ausgaben sowie 84 Übersetzungen in zwölf Sprachen, davon 60 allein auf Deutsch. Die Erlöse aus den Autorenrechten ermöglichten Renans finanzielle Unabhängigkeit.
Neben viel begeisterter Zustimmung löste das Buch aber auch große Empörung aus, einen eigentlichen Skandal. Innerhalb kürzester Zeit wurde der Buchmarkt mit einer Flut von Gegenschriften überschwemmt, vor allem aus dem katholischen, aber auch aus dem protestantischen Lager. In seiner polemischen Schrift Der Antichrist verwahrt sich Friedrich Nietzsche dagegen, dass Renan aus Jesus einen „Helden“ und ein „Genie“ gemacht habe. Als fünftes Werk Renans wurde „Das Leben Jesu“ am 24. August 1863 auf den Index gesetzt und zudem am 8. Dezember 1864 im Syllabus errorum von Papst Pius IX. verurteilt.

## Neuausgaben
Am 2. März 1864 veröffentlichte Renan unter dem Titel Jesus eine für ein breites Publikum bestimmte Version ohne die ursprünglichen Anmerkungen und Quellenangaben, wobei einige Passagen gestrichen oder abgeschwächt wurden. Diese Ausgabe wurde ein großer Erfolg und erfuhr keinerlei Kritik. In der dreizehnten, am 1. September 1867 publizierten erweiterten Auflage beantwortet Renan die Anwürfe seiner Kritiker und betont den historischen Wert der Evangelien, ohne jedoch von seiner Position als rationalistischer Historiker abzurücken. Im Vorwort distanziert er sich gleichermaßen von den Traditionalisten wie von liberalen Theologen, die bei Jesus das praktische Denken und den gesunden Menschenverstand hervorheben. Diese Ausgabe wurde zur definitiven Version und dient heute als Referenz für den Leser.